# 5703-as mellékút (Magyarország)
Az 5703-as mellékút egy bő 8 kilométeres hosszúságú, négy számjegyű mellékút Baranya vármegye délkeleti részén; a déli határ közelében fekvő Majs községet kapcsolja össze Bóly városával, egyúttal a legfontosabb elérési útvonalát képezve a közöttük elhelyezkedő Nagynyárádnak. Érdekessége, hogy érinti az 1526-os mohácsi csata eseményeinek egyes feltételezett helyszíneit.

## Nyomvonala
Majs külterületén, a községtől kissé északabbra ágazik ki az 5702-es útból, annak a 4+800-as kilométerszelvénye közelében, északnyugati irányban. Körülbelül 900 méter után átlép Nagynyárád területére, a községet mintegy 2,5 kilométer megtétele után éri el. A belterületen előbb nyugatnak fordulva halad, Táncsics Mihály utca néven, majd északnak fordul és az Arany János utca nevet veszi fel; ám még a negyedik kilométere előtt elhagyja a falu utolsó házait, s egyúttal visszatér a korábban követett északnyugati irányához.
A 4+650-es kilométerszelvénye közelében keresztezi a Villány–Magyarbóly-vasútvonal vágányait, Nagynyárád megállóhely térségének északkeleti végénél, kevéssel ezután pedig – a távlati tervek szerint – keresztezni fogja az M6-os autópálya nyomvonalát, méghozzá csomóponttal. Az 5+650-es kilométerszelvényétől Szajk határai közt húzódik, de lakott helyeket itt nem érint; alig több mint egy kilométer után eléri Bóly határszélét, 7,3 kilométer után pedig teljesen e város területére lép.
7,9 kilométer után éri el Bóly belterületének keleti szélét, ahol a Nyárádi utca nevet veszi fel; így is ér véget kevéssel ezután, beletorkollva az 5704-es útba, annak a 11+400-as kilométerszelvénye közelében.
Teljes hossza, az országos közutak térképes nyilvántartását szolgáló kira.gov.hu adatbázisa szerint 8,337 kilométer.

## Települések az út mentén
- (Majs)
- Nagynyárád
- (Szajk)
- Bóly